# Amacueca
Amacueca es una localidad del estado mexicano de Jalisco. Es cabecera del municipio de Amacueca.

## Demografía
| Censo | Población |
| ----- | --------- |
| 1900  | 2 695     |
| 1910  | 2 331     |
| 1921  | 1 879     |
| 1930  | 1 830     |
| 1940  | 1 900     |
| 1950  | 1 828     |
| 1960  | 2 393     |
| 1970  | 2 572     |
| 1980  | 2 393     |
| 1990  | 2 685     |
| 2000  | 2 882     |
| 2010  | 2 875     |
| 2020  | 3 025     |